# 007 골든 아이
《007 골든 아이》(GoldenEye, 1995년)는 《007 시리즈》 중 17번째 스파이 영화이며, 피어스 브로스넌이 처음으로 주연을 맡는 영화이기도 하다. 마틴 캠벨이 감독하였으며 소설가 이언 플레밍의 작품으로부터 스토리 요소를 가져오지 않은 최초의 작품이기도 하다.

## 줄거리
1986년, MI6 요원 제임스 본드와 알렉 트레벨리안은 비밀리에 운영되는 소련 화학 무기 연구소에 잠입한다. 트레벨리안이 시설의 사령관인 아르카디 그리고로비치 우루모프 대령에게 처형당하는 것을 목격한 본드는 그 시설을 파괴하고 훔친 항공기로 탈출한다.
9년 후, 소련의 붕괴 이후 본드는 몬테카를로에서 열린 군사 시범 행사 중 유로콥터 타이거 공격 헬리콥터를 훔치려는 야누스 범죄 조직의 일원 크세니아 오나톱을 저지하려 하지만 실패한다. 런던의 MI6 본부로 돌아온 본드는 훔친 헬리콥터가 세베르나야의 레이더 기지에서 발견된 후, 시베리아의 그곳에서 발생한 사건을 감시하는 MI6 직원들과 합류한다. 전자기 펄스 폭발이 갑자기 그곳을 강타하여 레이더 기지와 몇몇 러시아 전투기를 파괴하고 궤도에 있는 일부 위성 시스템을 무력화시킨다.
새로 부임한 M은 폭발이 "골든아이"라는 코드네임의 핵 전자파 펄스 우주 기반 무기인 소련 시대 위성에서 비롯된 것으로 확인된 후 본드에게 조사를 지시한다. 야누스가 공격을 개시한 것으로 의심되지만, 본드는 이제 장군이 된 우루모프가 연루되었다고 의심한다. 그 무기 시스템은 고위급 군사 접근이 필요했기 때문이다. 상트페테르부르크로 이동한 본드는 CIA 요원 잭 웨이드에게 연락하고, 그는 본드에게 갱스터가 된 전 KGB 요원 발렌틴 드미트로비치 주코프스키를 만나 야누스와의 만남을 주선하라고 조언한다. 오나톱의 호위로 회의에 참석한 본드는 야누스가 죽음을 위장했던 트레벨리안이 이끌고 있다는 것을 발견한다. 본드는 트레벨리안이 제2차 세계 대전 중 추축국과 협력한 후 영국에 의해 소련으로 송환되어 배신당한 리엔츠 코사크였던 부모님에 대한 복수를 추구하고 있다는 것을 알게 된다.
본드는 진정제를 맞고 세베르나야 공격의 생존자인 프로그래머 나탈리야 시모노바와 함께 훔친 타이거 헬리콥터에 갇힌다. 헬리콥터가 폭발하기 전에 탈출한 이들은 러시아 국방장관 디미트리 미시킨에게 체포되어 심문을 받는다. 나탈리야는 골든아이 사용에 우루모프가 연루되었으며, 동료 프로그래머 보리스 그리셴코도 자신과 함께 생존했고 이제 야누스를 위해 두 번째 골든아이 위성 작동을 위해 일하고 있다고 확인한다. 미시킨이 정보를 조치하기도 전에 우루모프는 그를 죽이고 나탈리야를 납치한다. T-55 전차를 탈취한 본드는 야누스가 사용하는 미사일 열차로 우루모프를 추격한다. 그는 우루모프를 죽이고 열차가 폭발하기 전에 나탈리야와 함께 탈출한다.
본드와 나탈리야는 보리스가 섬 정글 내에 있는 장소로 추적된 후 쿠바로 여행한다. 그 지역을 비행하던 중 이들은 격추된다. 오나톱은 헬리콥터에서 내려와 그들을 공격하지만, 본드는 헬리콥터를 파괴하고 그녀의 척추를 부러뜨린다. 이들은 큰 인공 호수 아래에 숨겨진 위성 접시를 숨기고 있는 비밀 기지를 발견한다. 본드는 폭발물을 설치하다가 붙잡히고 트레벨리안으로부터 그가 잉글랜드 은행에서 돈을 훔치고 골든아이를 사용하여 금융 기록을 지우고 절도를 은폐할 계획임을 알게 된다. 본드는 트레벨리안이 전자기 펄스를 통해 전 세계적인 금융 붕괴와 사회 붕괴를 유발하여 영국을 "석기 시대"로 되돌리려는 의도라고 추측한다.
나탈리야는 위성에 침투하여 대기권 재진입을 시작하도록 재프로그램하여 스스로 파괴되도록 한다. 그녀도 그 후에 붙잡힌다. 보리스는 나탈리야의 프로그래밍을 되돌리려 노력하는 동안 본드에게 압수된 펜을 초조하게 누르고, Q 부서가 펜에 숨겨놓은 수류탄을 활성화시킨다. 본드는 보리스의 손에서 펜을 쳐서 이전에 총격전 중에 엎질러진 화학 물질 웅덩이에 떨어뜨리고, 이로 인해 화학 폭발이 일어나 본드와 나탈리야가 탈출할 수 있게 된다.
보리스가 위성 제어권을 되찾는 것을 막기 위해 본드는 접시의 기어를 방해하여 안테나를 방해한다. 트레벨리안은 그를 가로채려 하고, 둘 사이의 싸움은 트레벨리안이 안테나 아래에 매달리는 것으로 끝난다. 본드는 트레벨리안을 접시 바닥으로 떨어뜨린다. 골든아이 위성은 그 후에 파괴된다. 나탈리야는 안테나가 오작동하여 폭발하여 기지를 파괴하기 직전, 탈취한 헬리콥터로 본드를 구출한다. 파편이 트레벨리안에게 떨어져 그를 깔아 죽이고, 보리스는 파열된 액체 질소 용기에서 발생한 폭발로 사망한다. 초원에 착륙한 본드와 나탈리야는 함께 휴식을 취할 준비를 하지만, 미 해병대 팀과 웨이드의 도착으로 방해를 받고, 그들은 그들을 관타나모만 해군기지로 호위한다.

## 출연

### 주연
- 피어스 브로스넌

### 조연
- 숀 빈
- 이자벨라 스코럽코
- 팜케 얀센
- 조 돈 베이커
- 로비 콜트레인
- 주디 덴치

## 기타
- 협력프로듀서: 안소니 웨이
- 미술: 피터 라몬트
- 무술감독: 줄리안 스펜서
- 의상: 린디 헤밍

## 한국어 더빙 성우진

### MBC (2002년 2월 11일)
- 박일 - 제임스 본드(피어스 브로스넌)
- 황윤걸 - 알렉 트리빌리언(숀 빈)
- 최수진 - 나탈리아 시모노바(이자벨라 스코럽코)
- 이선주 - 제니아 오나토프(팜케 얀센)
- 김은영 - M(주디 덴치)
- 박태호 - Q(데스몬드 르웰린)
- 김용식 - 잭 웨이드(조 돈 베이커)
- 권혁수
- 이종오
- 최상기
- 이병식
- 황윤걸
- 김영선 - 보리스 그리셴코(알란 커밍)
- 김서영
- 최한
- 표영재

### KBS (2003년 12월 6일)
- 김도현 - 제임스 본드(피어스 브로스넌)
- 강구한 - 알렉 트리빌리언(숀 빈)
- 문선희 - 나탈리아 시모노바(이자벨라 스코럽코)
- 강희선 - 제니아 오나토프(팜케 얀센)
- 박민아 - M(주디 덴치)
- 온영삼 - Q(데스몬드 르웰린)
- 김정호 - 아르카디 그리고로비치 우르모프(고트프리트 욘)
- 이봉준 - 국방장관(체키 카리오)
- 양석정 - 보리스 그리셴코(알란 커밍)
- 이규석

## 같이 보기
- 9K720 이스칸데르